# True (álbum de Spandau Ballet)
True es el tercer álbum de la banda inglesa Spandau Ballet. Publicado en 1983, los dos primeros trabajos que se basaban en el estilo new romantic le brindaron la popularidad en Europa, True en todo el mundo. Influenciado en el jazz, R&B y el soul alcanzó el número uno en el Reino Unido, el Top 20 en Estados Unidos y en numerosas listas del mundo. Con este LP el grupo convierte su estilo en pop, llegando a ser "True" una de las canciones más exitosas, #1 en la UK Singles Chart y  #4 por América.
Otros sencillos incluidos en este álbum son: Gold (#2 en el Reino Unido y logró el Top 30 de Estados Unidos), "Lifeline", "Communication" y "Pleassure". Fue remasterizado en CD y en 2003 en stereo SACD para su 20 Anniversary.

## Canciones
- Todas las canciones fueron escritas por Gary Kemp.

1. "Pleasure" – 3:35
2. "Communication" – 3:40
3. "Code of Love" – 5:11
4. "Gold" – 4:51
5. "Lifeline" – 3:36
6. "Heaven Is a Secret" – 4:27
7. "Foundation" – 4:08
8. "True" – 6:30

## Personal
- Tony Hadley - vocalista
- Gary Kemp -Compositor, guitarra,  voces, teclados, Piano.
- Martin Kemp - bajo eléctrico.
- Steve Norman - saxofón, percusión.
- John Keeble - batería, voces.

- Con: Jess Bailey-Tecladista Adicional

## Posicionamiento
Álbum
| Año  | Lista         | Posición |
| ---- | ------------- | -------- |
| 1983 | UK            | 1        |
| 1983 | Billboard 200 | 19       |

Sencillos
| Año  | Canción       | Lista              | Posición |
| ---- | ------------- | ------------------ | -------- |
| 1983 | True          | Billboard Hot 100  | 4        |
| 1983 | True          | Adult Contemporary | 1        |
| 1983 | Gold          | Billboard Hot 100  | 27       |
| 1983 | Gold          | Adult Contemporary | 17       |
| 1984 | Communication | Billboard Hot 100  | 59       |

## Relanzamiento de 2003
True fue remasterizado y reeditado en el año 2003 como edición para celebrar los 20 años de la publicación del álbum. Se lanzó en formato compact disc con la lista original de ocho canciones junto con el video musical de "Gold" y algunas grabaciones caseras de la banda. El disco original también fue publicado en alta resolución (en estéreo únicamente).

### Lista de canciones
1. "Pleasure" – 3:31
2. "Communication" – 3:41
3. "Code of Love" – 5:11
4. "Gold" – 4:51
5. "Lifeline" – 3:36
6. "Heaven is a Secret" – 4:27
7. "Foundation" – 4:08
8. "True" – 6:29
9. Home Video Footage (multimedia)
10. "Gold" music video